# 이슬공주
(이슬공주)는 날아라 슈퍼보드의 히로인이다. 성우는 배정미.

## 소개
원작 만화책에는 나오지 않고 애니메이션 4기 방영분에 등장한 인물. 미칠왕이라는 괴물을 없애기 위해 삼장법사 일행과 함께 여행을 떠난다. 이슬 공주와 다니면서 물리친 괴물들은 그녀의 팔찌에 봉인된다. 옥황상제의 외동딸로 천상의 사람이기 때문에 미칠왕에 의해 변한 '타임캅'에 빨려 들어가지 않았다. 미칠왕이 탈출한 원인을 제공하였으며 그녀의 목걸이는 주변에 요괴가 있을 때 반응한다. 상당히 아름다운 미인. 저팔계, 붉은 헬멧이 그녀에게 첫눈에 반했다. 그러나 정작 무기는 아예 없어서 손오공 일행의 도움이 많이 필요한 인물이다. 메두사의 속임수에 빠져 타입캅을 빼앗기기도 했다.